# Mário Quina
Mário Gentil Quina GOIH (Estoril, 1 de janeiro de 1930 - Estoril, 8 de setembro de 2017) foi um ex-velejador português e medalhista olímpico. Filho mais velho de Mário de Paxiuta e Quina e de sua mulher Maria Helena Mascarenhas Gentil.

## Biografia
Médico pela Faculdade de Medicina da Universidade de Lisboa, foi Professor Catedrático de Medicina e da Faculdade de Ciências Médicas da Universidade Nova de Lisboa (1979-Jubilado em 2000).
Desportista, conquistou a medalha de prata na classe Star dos Jogos Olímpicos de Verão de 1960 em Roma, juntamente com seu irmão José Manuel Quina.
Casou primeira vez com Raquel Braga Serra, com geração, e casou segunda vez com Maria Palmira Teixeira Marques Varela (20 de Maio de 1936), viúva de Nuno Pinho Xara-Brasil (27 de Agosto de 1933 - 10 de Junho de 2002), sem geração.
Morreu na manhã de 8 de setembro de 2017.

## Honrarias
- Grande-Oficial da Ordem do Infante D. Henrique[5]